# Preislamska arapska poezija
Period pre objave Kurana i pojave i širenja islama kao monoteističke religije, poznat je u istoriji arapskih naroda kao period „džahilije“, tj. period „neznanja“ ili „varvarstva“. Otuda se i književnost tog vremena naziva el-edeb el-džahili.“. Međutim, treba naglasiti da se ovaj termin uglavnom odnosi na religijsko neznanje, budući da su stari Arapi još u to doba imali veoma razvijenu usmenu književnost, pre svega poeziju, koja je stotinama godina bila pamćena od strane zajednice i prenošena s „kolena na koleno“, sve dok u VIII veku nije započeto njeno sistemsko sakupljanje i zapisivanje. Time su nastale zbirka sedam Mualaka velikog rapsoda Hamada er-Ravije, zatim, zbornici Mufadalijat i Asmaijat (dobili su naziv prema svojim sačiniteljima – el-Mufadal ed-Dabi i el-Asmai). Vek kasnije, nastala je i čuvena antologija Hamasa Abu Temama, kao i Kitab eš-šir va–š-šuara (Knjiga o pesništvu i pesnicima) Ibn Kutejbe, a potom i Kitab el-Agani (Knjiga pesama), koju je sastavio Abu-l-Feredž el-Isfahani (umro 967).
Sva ova dela, iako se često postavlja pitanje njihove (potpune) autentičnosti, značajan su izvor za arapsku preislamsku poeziju, koja je, pak, ne samo značajan istorijski izvor, već i „sveobuhvatna slika života starih Arapa“. U njoj nalazimo „obaveštenja o „unutrašnjoj slici“ života, o tome kako su stari Arapi mislili, kako su se odnosili prema životu, prema večnom pitanju o smislu postojanja, kako su osećali, kako su doživljavali sreću i nesreću, kako su voleli i mrzeli, radovali se i patili, koji su im bili običaji, koje su vrline a koje mane imali, koje su im bile bitne moralne i ljudske vrijednosti, i, najzad, kako su se snalazili u tegobnim uslovima života u pustinji.“

## Nastanak i autentičnost
Iako se danas vrlo malo zna o počecima stare arapske poezije, za period njenog nastanka uzima se druga polovina V veka, iz koje potiču najstariji zabeleženi njeni fragmenti. Stoga, teorija o nastanku iste ima mnogo, kao i sumnji u pogledu njene autentičnosti, ako se ima u vidu način i vreme njenog fiksiranja. 
Najradikalniji stav na tu temu izneo je poznati egipatski naučnik i humanista, Taha Husejn, koji je dvadesetih godina proslog veka (tačnije, 1926, u svom delu Fi al-adab al-džahili,objavljenom u Kairu) izneo tvrdnju da je najveći deo onoga sto se smatra preislamskom poezijom falsifikat izvršen od strane filologa -pesniika iz drugog i trećeg veka hidžre (VIII i IX vek n. e.).
Postoji i teorija da je stara arapska poezija sinteza nasleđa stare semitske poezije, iskazana na arapskom jeziku, koju je 1965. izneo egipatski pesnik i kritičar Salah Abdasabur.
Međutim, najpopularnija teorija je da se ova poezija dugo razvijala, da bi u VI veku dostigla svoju završenu i savršenu formu, što je očigledno iz ogromnog pesničkog bogatstva sa karakteristikama jedne visoko razvijene pesničke kulture.

## Preislamski pesnik
Pesnik u preislamsko doba smatran je osobom obdarenom „natprirodnim znanjem“, čarobnjakom u savezu sa duhovima (jinni) ili demonima (shayāţīn), visoko cenjenim zbog magijskih moći za koje se verovalo da poseduje.
Bio je neka vrsta javnog zastupnika plemena -on izražava kolektivna osećanja, misli, težnje i stanje plemena, njihov je vodič u miru, šampion u ratu. Njemu bi se obraćali za savet u potrazi za novim ispašama, a svojim prokletsvom mogao je prouzrokovati nesreću protivniku (za ovu njegovu funkciju vezuje se vrlo rani nastanak satire (hijā’) kao književnog oblika u arapskoj poeziji).
Tek kasnije, sa razvojem poezije, sve više bledi njegova uloga vrača i ratnika, a sve više se posvećuje pesničkim nadmetanjima, koja su se u određeno doba godine održavala među pesnicima raznih plemena, na tzv. sukovima ili sajmovima, osnivanim pre svega radi trgovine i hodočašća u Meku. 
Poznati pesnik, imao je uz sebe i jednog ili više pomoćnika – rapsoda ili ravija, koji su pamtili njegove pesme i prenosili ih drugima, šireći slavu pesnika i njegovog plemena.

## Kasida
Najrazvijenija pesnička forma kod starih Arapa bila je kasida – kratka pesma, najčešće, dužine trideset do šezdeset stihova (mada, može sadržati i do sto pedeset stihova), podređena strogim pravilima metra i rime.
Naime, iako je arapska metrika teorijski obrađena tek u VIII veku, što je učinio poznati fiilolog al-Halil, ona je bila izgrađena jos u preislamskom periodu i od tada se nije bitnije izmenila. Sastoji se od šesnaest metara, od kojih je prvi i najjednostavniji bio redžez iz kog su se razvili svi ostali metri. To je kvantitativna metrika, zasnovana na smenjivanju otvorenih i zatvorenih slogova, odnosno, dugih i kratkih, koji obrazuju stope. Iz stopa nastaju polustihovi, a dva ovakva polustiha čine stih ili bejt.
Što se rime tiče, ona je jedinstvena od prvog do poslednjeg stiha. Ostvaruje se tako što se prva dva polustiha rimuju, čime je označen početak pesme, a njen nastavak ima istu rimu samo na kraju punog stiha.
Sam izraz kasida znači „pesma sa ciljem“ jer predstavlja „imaginarno pesnikovo putovanje do nekog cilja“. Pravi cilj pesme je, zapravo, njen kraj u kome će pesnik ispevati pohvalu sebi ili plemenu, izrugati i poniziti neprijatelja, tražiti nečiju naklonost ili dar, saopštiti neko svoje životno iskustvo.
Kasida je višetematska pesma, sastavljena iz niza smisleno nepovezanih epizoda i bez nekog jačeg logičkog sleda, mada je ipak moguće uočiti par elemenata koji čine njenu tradicionalnu shemu: „pesnik zamišleno zastaje kraj jedva prepoznatljivih ostataka u kome je nekada boravilo pleme njegove voljene, seća se stare ljubavi i polazi da je pronađe (češće da je zaboravi). Putuje na kamili, koju će detaljno opisati, kroz strašne pustinje, gde će se prepustiti vinu, bančenju i lovu, da bi konačno stigao do onoga kome je oda posvećena, do mecene koji će ga, ne baš nezainteresovano obasuti pohvalama u poslednjem delu.“
Ono što predstavlja značajnu karakteristiku ne samo preislamske, već gotovo celokupne arapske poetike jeste siromaštvo formi i sposobnost pesnika da kroz jednu jedinu formu izrazi sve svoje umetničke preokupacije. To, iako je iste dovodilo do savršenstva, sa druge strane se negativno odražavalo na njihovu originalnost. Ali, lepotu stare arapske poezije ne treba tražiti u raznolikosti i originalnosti tema i motiva jer su one manje više zajednički za sve pesnike, već u opsnoj komponenti (arap. vasf), neiscrpnom verbalnom bogatstvu, oštrim zapažanjima.
Pesnik je uglavnom crpeo motive iz žive i nežive prirode oko sebe. On peva o: zvezdanim noćima, užarenim podnevima, lutanju olujnih oblaka i pogubnim pljuskovima, strahovitim pustinskim prostranstvima i zelenim oazama „što krepe i osvežavaju“. Među životinjama, one koje su posebno privlačile pesnikovu pažnju bile su: konj i gazela, divlji magarac i divlja krava, noj i ptica kata, a pre svih kamila, čiji iscrpni i neretko zamorni opisi zauzimaju oko tri četvrtine beduinske poezije (najpoznatiji je Tarafin opis kamile u pesmi koja predstavlja jednu od „ sedam zlatnih Mualaka“)!
Pored opisa iz prirode ostali predmeti pevanja vezani su za pleme, pri čemu će pesnik, kada govori o svom plemenu, imati samo reči hvale – o njihovim ratnim podvizima, hrabrosti, požrtvovanosti i solidarnosti, gostoprimstvu, što je razumljivo, imajući u vidu značaj koji je plemenska pripadnost imala za peislamskog Arapina. S druge strane, neprijatelj plemena je prevrtljivac, kukavica, negostoljubiv, moralno nizak i materijalno siromašan i najbolje bi mu bilo da se pokori pa će ga hrabro braniti i bogato hraniti. Ako to ne uradi „smrviće ga kao što se mrvi mlinski kamen“.
Ali, gotovo najveći deo pesničkog stvaralaštva kod starih Arapa zauzima ljubavna poezija (arap. ġazal). I u ovom slučaju je moguće uočiti par momenata koji su, u neku ruku zajednički za sve pesnike, počev od zastajanja na mestu gde je nekada bila draga, pri čemu se pesnik seća ili zamišlja karavane snažnih deva kako je odvode; potom je opisuje i peva o ljubavnoj igri sa njom, i najzad, izražava svoja shvatanja o ljubavi. Međutim, ono što je činjenica jeste da je žena u celoj toj poeziji predstavljena dosta negativno. U prvi plan se ističu njene fizičke osobine - ona je „obla, punačka, skladna i čvrsto građena, svježa, bijela ljepotica s kojom je prijatna zabava i naslada“. Tačnije, pesnik peva o idealu, a ne o konkretnoj ženi.

## Značajnije zbirke

### al-Mu‛allaqāt
Ova najpoznatija zbirka arapske preislamske poezije sastavljena iz 7 do 10 dugih pesama ili kasida od kojih je svaka, prema legendi, nagrađivana na godišnjem sajmu-festivalu u Ukazu i ispisana zlatnim slovima na koži izvešana na zidove Ćabe. Otuda i potiče ime al- Mu‛allaqāt, što znači „izvešane“ ili „obešene“ (pesme). Nju čine pesme sledećih pesnika: Imru-l-Kais, Zuheir ibn Abi Sulma, Tarafa, Antara, Amr ibn Kulsum, Lebid, Haris ibn Hiliza, Nabiga, el-Aša, i Abid ibn el-Abras, s tim što se antologičari razlikuju kako po broju tako i po imenima pojedinih pesnika.
Imru' al-Qais, prvi, i prema mišljenju mnogih, najslavniji pesnik mualaka, živeo je u prvoj polovini VI veka i poreklom je iz južnoarapskog plemena Kind (njegov otac, Hudžr, bio je kralj plemena Banu Asad, čiji su ga pripadnici u pobuni pogubili). Lišen prestola nakon smrti svoga oca, pesnik vodi uzbudljiv izbeglički život, čas sa jednim, čas sa drugim plemenom, željan da se osveti i povrati dedovinu, zbog čega je u arapskoj književnosti poznat po nadimku „Kralj lutalica“ (al-Malik al-Dillīl).

### Mufadalijat
Originalni naziv ove zbirke je al-Muhtārāt ili al-Ihtiyārāt (izabrane pesme). Sastavio ju je al-Mufaddal al-Dabbi (umro oko 786. n. e.) po nalogu abasidskog halife El Mansura, čijeg je sina Mahdija podučavao književnosti. Sadrži sto dvadeset i osam kasida, koje su sastavili slabiji umetnici (samo jedan od pesnika mualaka – Haris ibn Hiliza - spominje se kao jedan od autora, a za koje se veruje da ih je bilo šezdeset i osam).

### Kitāb al-Aġānī
Kitāb al-Aġānī ili Knjiga pesama, koju je sastavio Abu-l-Feredž el-Isfahani, predstavlja vrednu kolekciju dvadeset tomova koji čine biografije pesnika i muzičara i za nas je najznačajniji izvor drevnog arapskog društva i njegovih običaja.

### Lāmīyat al-‘Arab
Lāmīyat al-‘Arab (pesma sa rimom na l) predstavlja remek –delo stare arapske poezije, koje se pripisuje pesniku pod imenom Šanfara. Ono sto ovu pesmu izdvaja od ostalih pesama toga doba jeste „unutrašnje, psihološko jedinstvo, prikazivanje individualnog duševnog stanja, što se prelama u scenama iz prirode, koje nisu same sebi cilj, već u skladu sa „gorkom dušom“ pesnika.“ “.

## Zaključak
Iako nastala u još u to davno, pagansko doba istorije arapskih naroda, kada se smatrala pesničkim savršenstvom, kasida je nastavila to da bude i kasnije u doba Muhameda i Omajada i predstavlja formu koja se i dan-danas često sreće. Može se reći da islam nije značajnije uticao na njen dalji razvoj u smislu promena tema i motiva pevanja, iako se za pojedine pesnike pouzdano zna da su primili islam (najpoznatiji je svakako Kaab ibn Zuheir, čija se kasida burde ili ogrtača kojim je ogrnut zbog pesme koju je sastavio u slavu Muhameda smatra momentom pomirenja njega i pesnika). 
Ipak, već od omajadskog doba, kasida sve više počinje da gubi onu tradicionalnu, preislamsku shemu, a sve više postaje jednotematska. Otuda se kao oblici javljalju panegirik (madh), samohvala (fahr), satira (hijā’), elegija (ritā’), sentencija (hikma), opis (wasf), ljubavna poezija (ġazal), vinska poezija (hammriyyat), asketska poezija (zuhdiyyāt)...mada, treba imati u vidu da se ne radi o novim pesničkim žanrovima (jer oni jednostavno nisu karekteristični za arapsku poeziju) već o različitim predmetima pevanja.

## Literatura
- Gabrijeli, F., Istorija arapske književnosti, Sarajevo, 1985.
- Gibb, H. A. R., Arabic Literature, London, 1926.
- Grozdanić, S., Na horizontima arapske književnosti, Sarajevo, 1975.
- Hiti, P., Istorija Arapa, Sarajevo, 1983.
- Nicholson, R. A., A Litrrary History of the Arabs,London,1907.